# Planeador

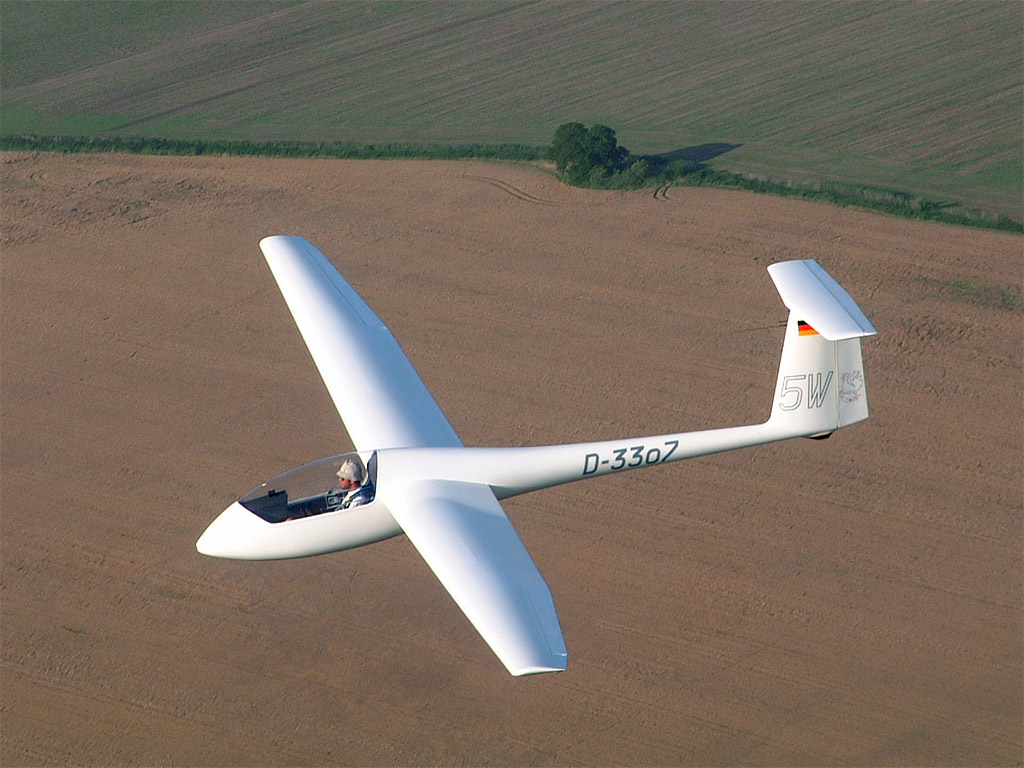
Planeador Grob Astir.

Un velero planeador, o simplemente un planeador, es un aerodino de ala fija (una aeronave más pesada que el aire), con alas de gran envergadura, normalmente carente de motor. Sus fuerzas de sustentación y traslación provienen únicamente de la resultante general aerodinámica, al igual que las de los demás planeadores como parapentes y alas delta. Compartiendo con ellos la práctica del vuelo libre, este tipo de aeronaves se emplea en el deporte del vuelo a vela (o volovelismo), aunque también ha sido usado para otros propósitos, como pueden ser militares o de investigación.

## Características

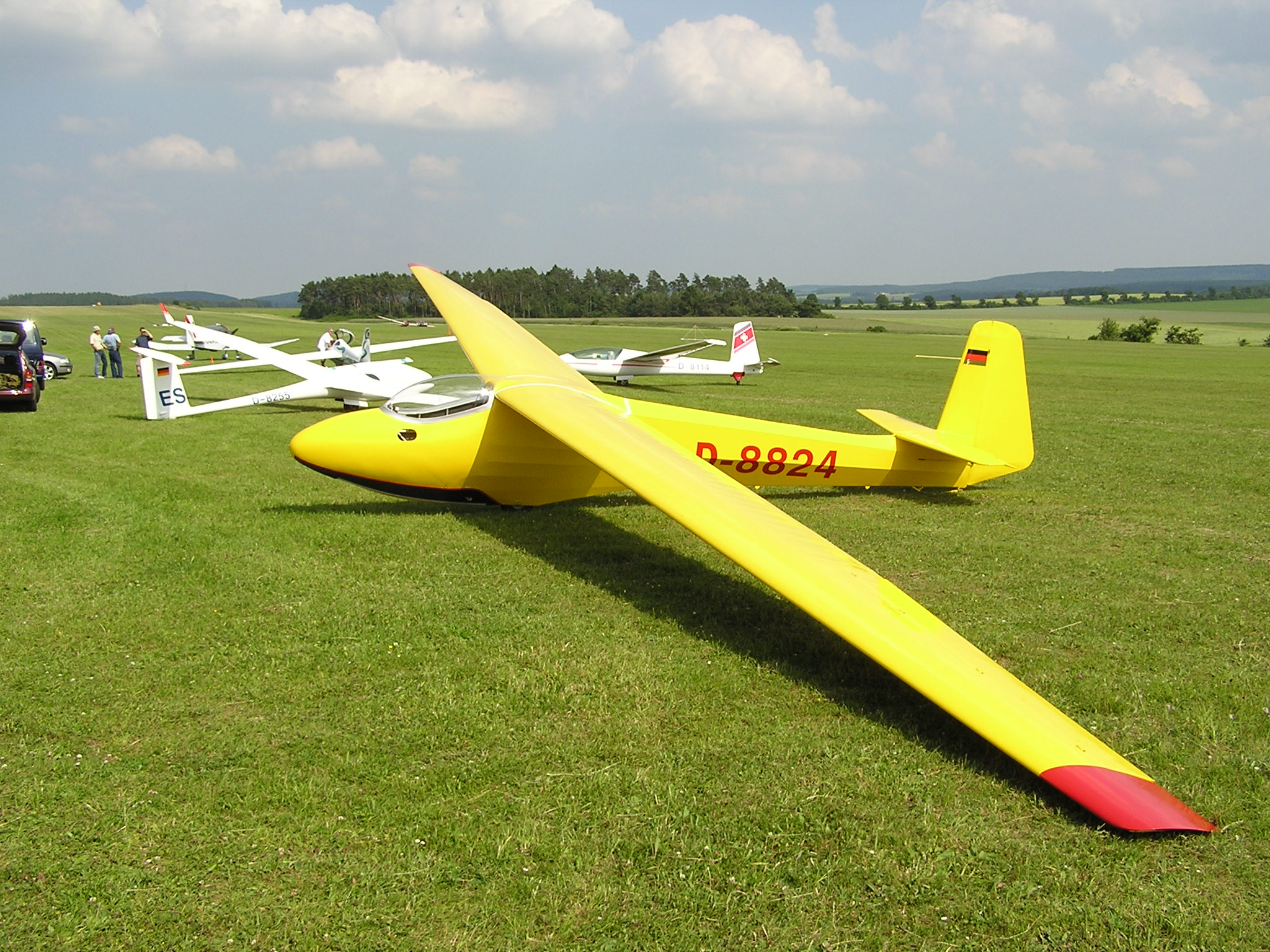
Zugvogel III A en Aalen-Elchingen, Alemania.

Una característica es su elevada relación de distancia recorrida frente a la altura perdida (relación de planeo). Dicha característica hace de esta familia de aeronaves la forma más eficiente de volar. Esto se logra oponiendo resistencia mínima ante una fuerza de sustentación dada; es por ello que poseen alas largas y delgadas, y un fuselaje estrecho y aerodinámico. Estas propiedades facilitan el ascenso gracias a corrientes de aire ascendentes (térmicas o dinámicas).
Los hay tripulados y no tripulados o radiocontrolados; de tamaño real y aeromodelos a escala; los hay de ala flexible de tela (parapente) o alas de estructuras rígidas o semiflexibles (velero planeador y ala delta). Se utilizan para la práctica del vuelo libre.

## Uso de motores

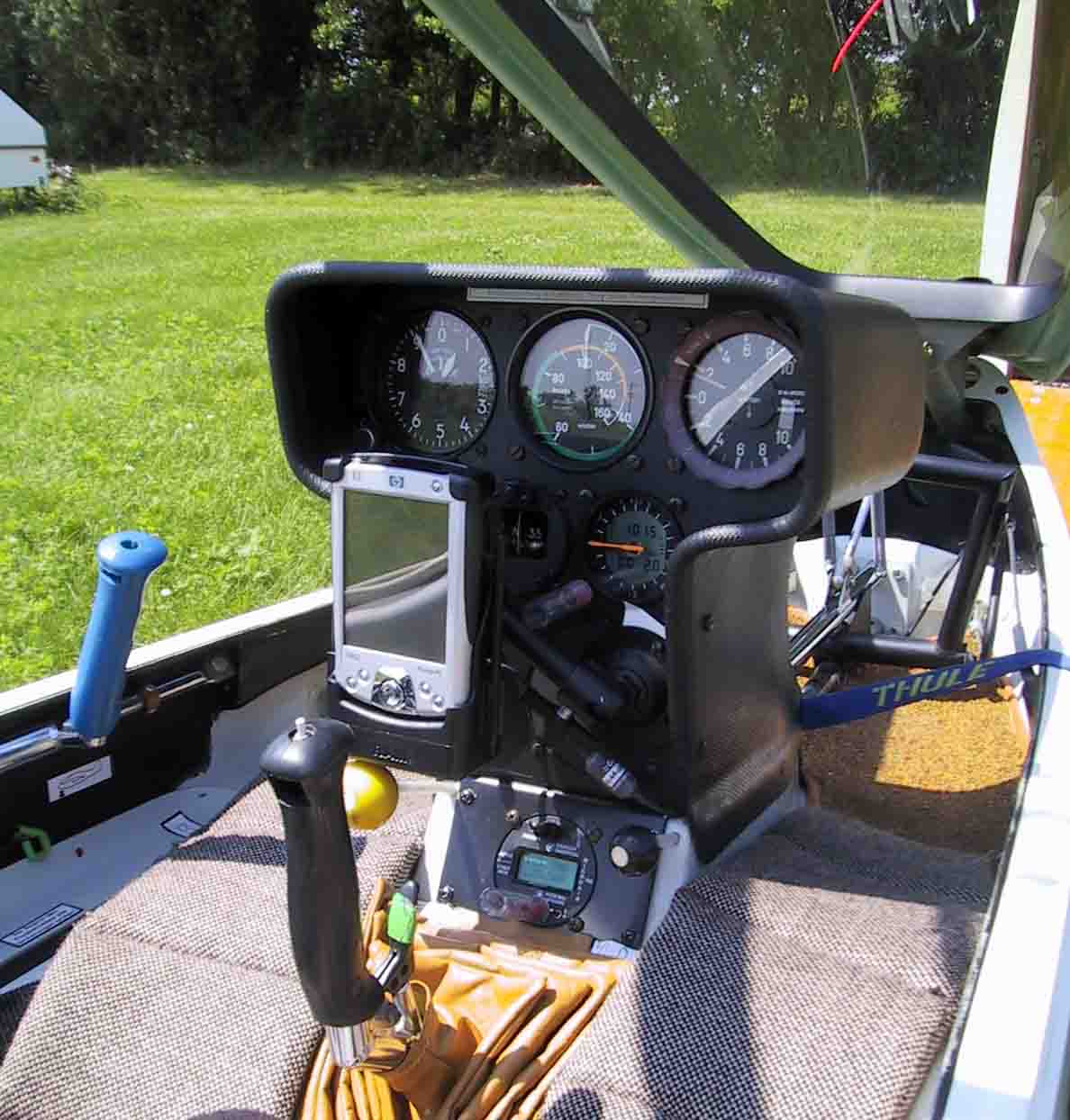
Cabina de un típico planeador moderno (Glaser-Dirks DG-101G ELAN).
Agrandando la imagen se puede observar en detalle la instrumentación.

Pese a que muchos planeadores no tienen motor, hay algunos que los emplean ocasionalmente, los denominados motoplaneadores o simplemente planeadores con motor. Hoy día, los fabricantes de planeadores de alto rendimiento ofrecen frecuentemente un motor como opcional, junto con una hélice retraíble que puede ser utilizada para proveer sustentación en vuelo. Algunos hasta son capaces de despegar por sus propios medios. En otros modelos, la hélice no se puede retraer pero el motor puede ser detenido tras el despegue.

## Sistemas de envuelo
Envuelo se le denomina al procedimiento mediante el cual el planeador "despega", lo cual por lo general no es posible por sus propios medios. Los dos métodos más frecuentemente utilizados son por remolque de avión o por torno.

### Remolque Avión

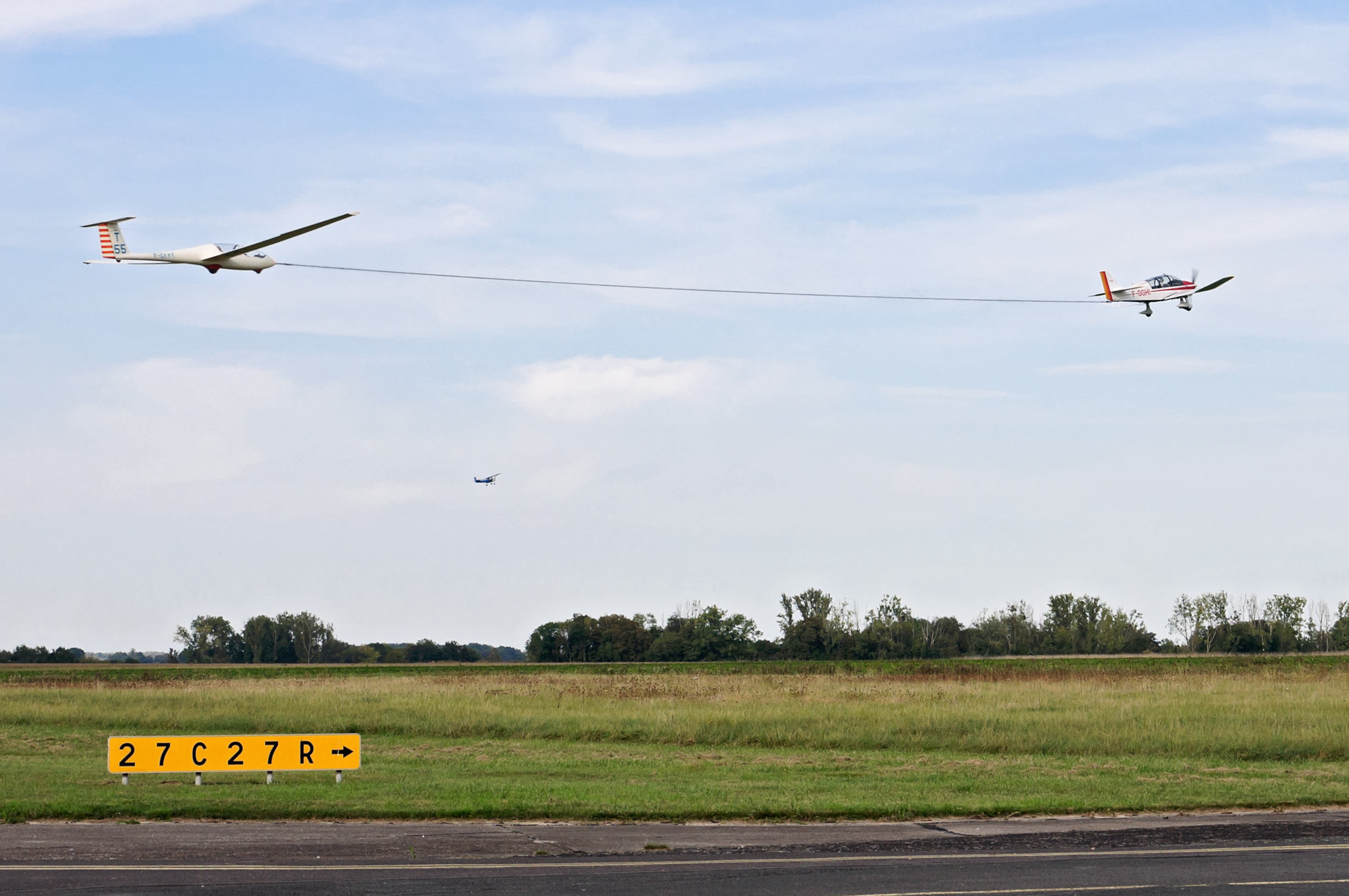
Un Robin DR-400 remolcando un planeador Grob G103 Twin Astir II.

Para el remolque normalmente se emplea un avión liviano monomotor. El avión remolcador lleva al planeador al lugar y altura deseados, donde el piloto del planeador desengancha la soga de remolque. A la soga se le agrega frecuentemente un elemento más débil para asegurar que cargas repentinas no dañen al avión remolcador.
Durante el remolque, el piloto del planeador debe mantenerse en una de dos posiciones detrás del avión remolcador: por debajo de la turbulencia generada por el avión remolcador o por encima de ella; esta última es la más común. Una variante menos usada es el remolque simultáneo de dos planeadores por un avión remolcador, utilizando una soga más corta para el planeador que se encuentra en la posición superior.

### Remolque Torno
En este caso, un motor en tierra montado sobre un dispositivo móvil normalmente, tira de un cable de gran longitud al cual va enganchado el planeador. El despegue es muy rápido y con un ángulo de trepada elevado; el desenganche se hace de modo automático, por seguridad,  ya que el gancho remolque en el planeador es diferente del de remolque avión.

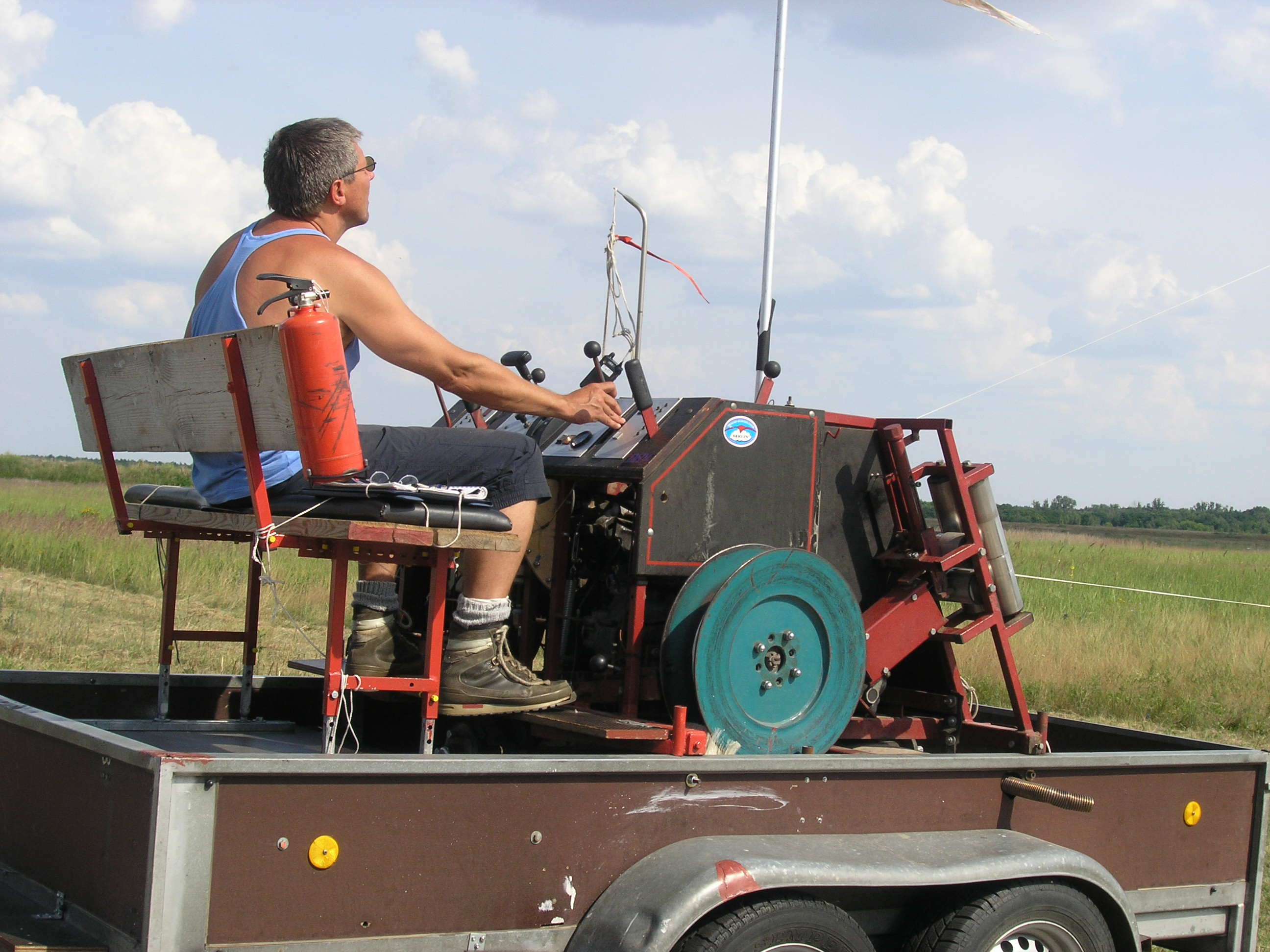
Torno de lanzamiento con su operador.